# Fundata (gmina)
Fundata (węg. Fundáta, niem. Fundatten) – gmina w środkowej Rumunii, w okręgu Braszów (Siedmiogród), ok. 200 km od Bukaresztu i 42 km od Braszowa. Gmina składa się z trzech miejscowości: Fundata, Fundățica i Șirnea, położona jest między dwoma pasmami górskimi: Bucegi i Piatra Craiului. Według spisu ludności z 2011 roku gminę zamieszkuje 839 mieszkańców. Znajdują się tu między innymi dwie cerkwie z XIX wieku, muzeum I wojny światowej oraz muzeum etnograficzne.
W gminie znajduje się ośrodek biathlonowy Cheile Grădiștei, w którym rozegrano zawody w ramach Zimowego Olimpijskiego Festiwalu Młodzieży Europy 2013 oraz Mistrzostwa Świata Juniorów w Biathlonie 2016.

## Galeria

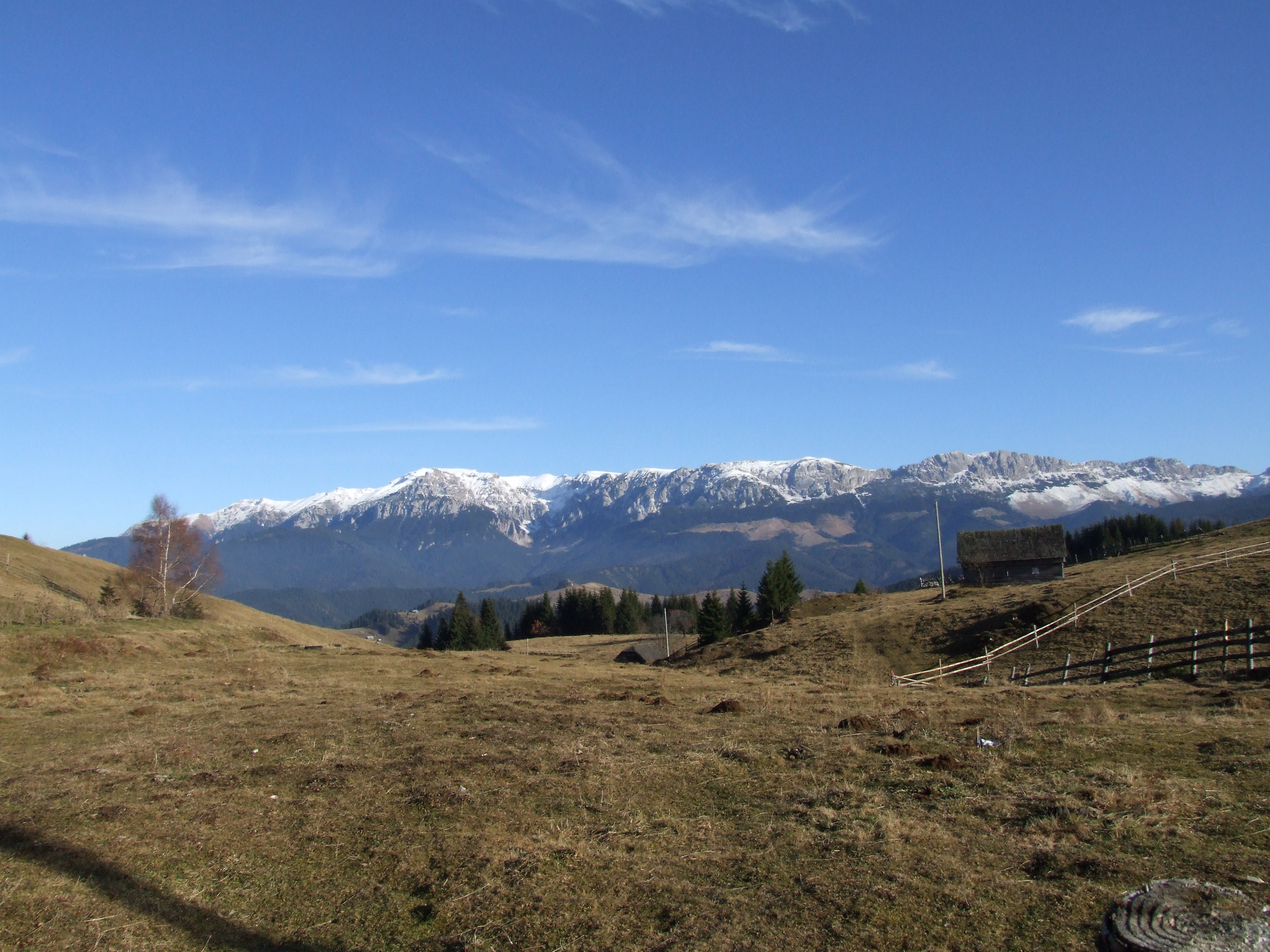
Widok na pasmo Bucegi
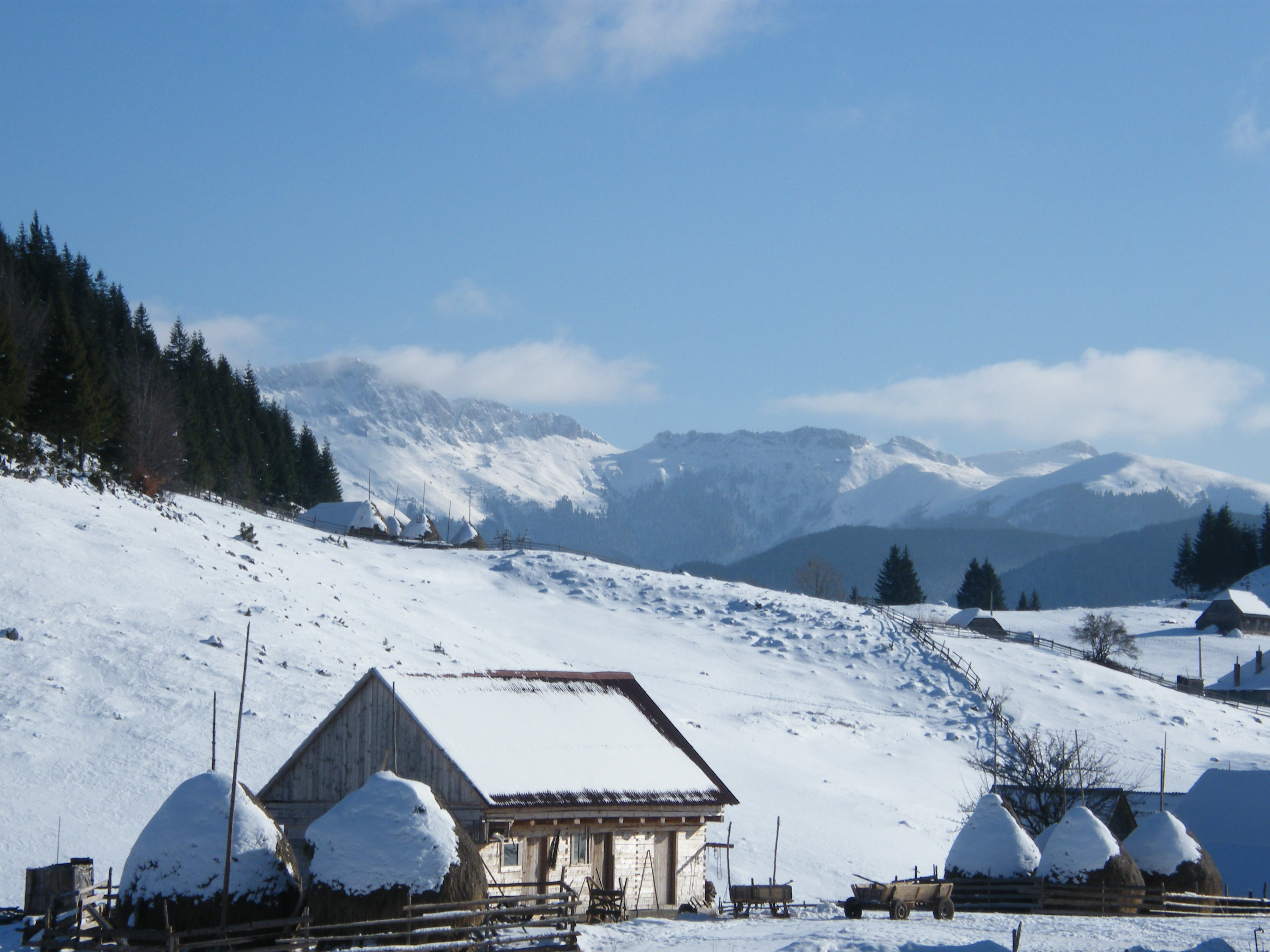
Fundata zimą
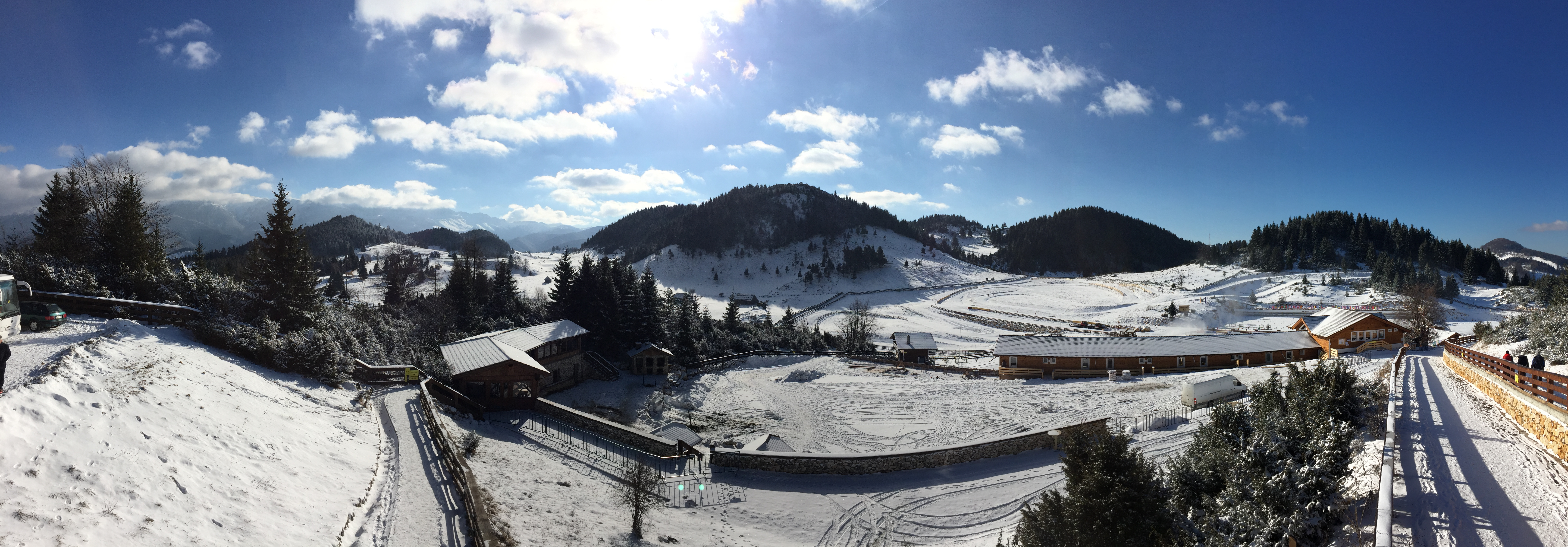
Cheile Gradistei
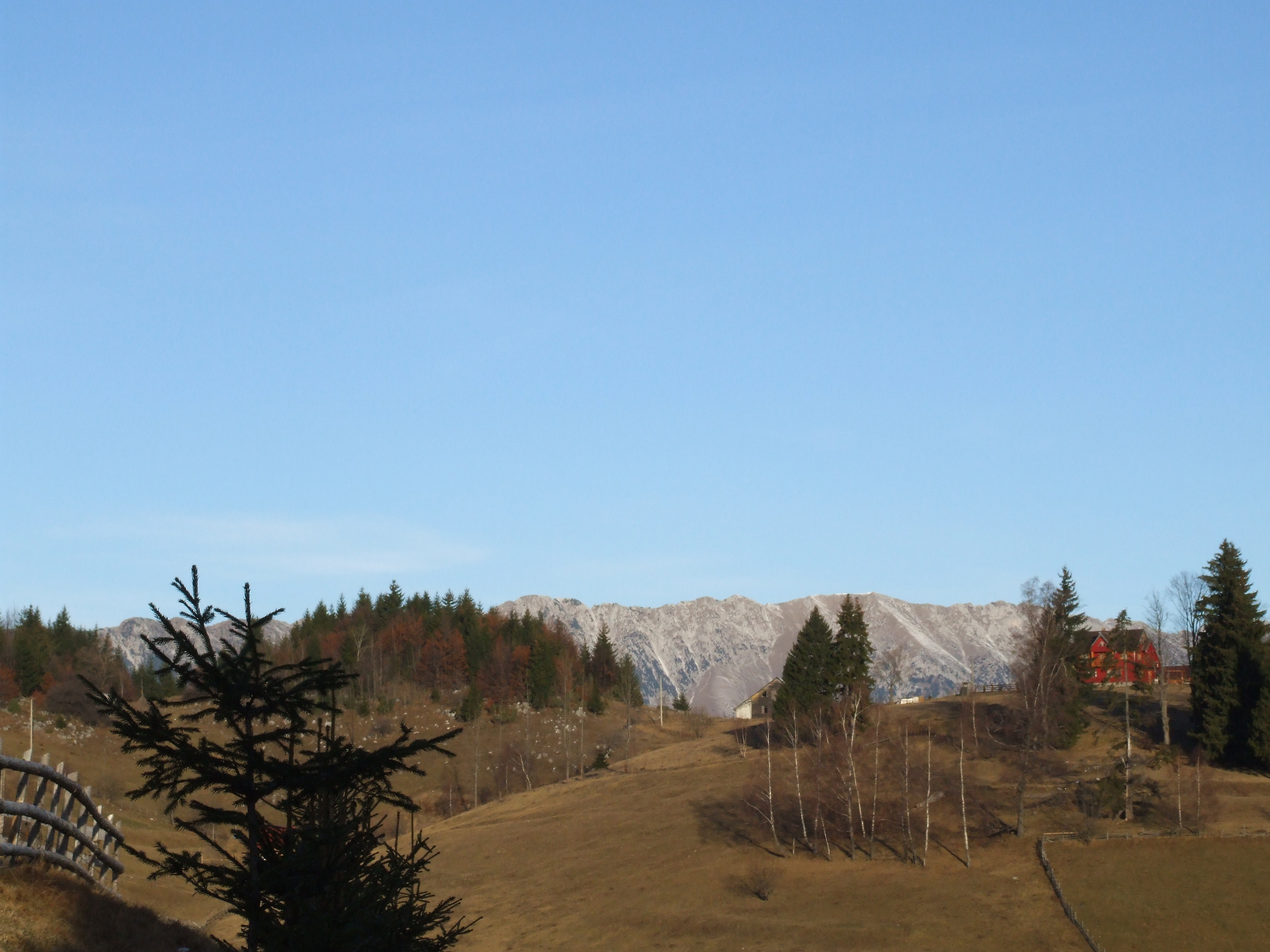
Widok na pasmo Piatra Craiului